# Gleirschspitze
La Gleirschspitze est une montagne culminant à 2 317 m d'altitude dans le massif des Karwendel.

## Géographie
La montagne se situe dans le chaînon du Nordkette, à l'est du Hafelekarspitze.
Au pied de la Gleirschspitze passe le Goetheweg.

## Histoire
Le 10 octobre 1999, une croix sommitale en aluminium fabriquée par les étudiants du HTL Fulpmes est installée.